# 山南西道
山南西道是唐朝的一个道。开元十五道之一，位置在秦岭以南，剑门关以北。相当于今天的陕西省南部，四川省北部。开元时期，分山南道为山南东道和山南西道。安史之乱後，山南西道的治所梁州（汉中）升格为兴元府，山南西道节度使因此又称兴元节度使。
- 梁州汉中郡（汉川郡）兴元府，治所在南郑县，领5县
- 洋州洋川郡，治所在西乡县，领4县
- 利州益昌郡，治所在绵谷县，领6县
- 凤州河池郡，治所在梁泉县，领3县
- 兴州顺政郡，治所在顺政县，领2县
- 成州同谷郡，治所在上禄县，领3县
- 文州阴平郡，治所在曲水县，领1县
- 扶州同昌郡，治所在同昌县，领4县
- 集州符阳郡，治所在难江县，领3县
- 壁州始宁郡，治所在诺水县，领5县
- 巴州清化郡，治所在化城县，领9县
- 蓬州蓬山郡，治所在大寅县，领7县
- 通州通川郡，治所在通川县，领9县
- 开州盛山郡，治所在盛山县，领3县
- 阆州阆中郡，治所在阆中县，领9县
- 果州南充郡，治所在南充县，领5县
- 渠州潾山郡（宕渠郡），治所在流江县，领3县